# オリヴィエ・フロリオ
オリヴィエ・フローリオ（仏: Olivier Florio）は、フランス・パリ出身の作曲家、編曲家、サウンドプロデューサー、ミュージシャン、小説家である。別名「OolfloO(オールフロー)」。現在は主にフランスで活動し、日本や中国でも活動の場を広げている。
フローリオは現代音楽と80年代のポストパンクムーヴメントのシーンの中のエレクトロに強く影響を受けている。映画音楽制作、現代アート共同制作、インダストリアル・ロック（OolfloOのプロジェクトとして）の作曲・ボーカル・マルチプレイヤー・プロデュース、他アーティストのアルバムプロデュース・編曲などを行っている。フローリオはステージでピアノ独奏することもある。演奏曲は主に、彼のアルバム「Mu（ミュー）」や「Door 1.0.0 – The origin of division」からアレンジされたものである。

## 受賞・ノミネート
- 2021年  ロサンジェルス インデペンデント・ショートアワード 最優秀サウンドデザイン賞　フランク・ジョーダネンゴ監督『スーザン・イン・レッド』
- 2018年　米国ロチェスター国際映画祭 作曲賞"Certicate of Merit"　  映画「パラドックス」
- 2007年　最優秀作曲賞　テレビドラマ「Les Cerfs- volants」サウンドトラック　The La Rochelle TV Fiction Festival 2007 (fr:Festival de la fiction TV de La Rochelle 2007)
- 2006年　ワールドサウンドトラック賞ノミネート　映画「The Tiger Brigades (仏題"Les Brigades du Tigre")」サウンドトラック World Soundtracks Awards for Discovery of the Year (en:World Soundtrack Award for Discovery of the Year)
- 1998年　最優秀音楽賞　映画「U man」サウンドトラック　SACEM / Imagina 1998 Prize

## 活動

### 映画音楽制作
- 「Carroussel[1]」2023年　Albert Fautré監督
- 「The citadel[2]」2022年　Bruno Mercier監督
- 「Global」2019年
- 「Les beaux menteurs[3]」2019年　 Bruno Mercier監督
- 「漆黒の闇で、パリに踊れ[4]」2012年。
- 「Dissonances[5]（ディソナンス）」2003年 ジェローム・コルニュオ監督、ジャック・ガンブラン、ベレニス・ベジョ主演。
- 「Tiger Brigades[5][6]（タイガー・ブリゲード）2006年　フランスのTVドラマの映画化作品　バルスベルグ・オーケストラと共にレコーディングにも参加。

### テレビ映画・ドラマ音楽制作
- Les Rivières Pourpres[7] (2018)　彼のプロジェクトOolfloO（オールフロー）の「Get Started」の起用（作家ジャン・クリストフ・グランジェの小説のドラマ化作品）
- Le Passager[8](パッセンジャー) (2016)（主演ジャン・ユーグ・アングラード、共演・フランス在住の日本女優・源利華)、作家ジャン・クリストフ・グランジェの小説のドラマ化作品
- カティアとモーリス ～雲仙・普賢岳 火砕流に挑んだ夫婦[9]　NHK国際共同制作ドキュメンタリードラマ

### 現代アート音楽
- 2025年  Oblik (1)  映像音楽から舞台音楽まで、映画音楽作家オリヴィエ・フローリオは、私たちを別次元の世界へといざなう。コンサート、ナレーション、映像といったあらゆるパフォーマンスにマルチメディアを駆使して、彼は現実、意識、存在の本質を鋭く考察し、フィリップ・K・ディックやデヴィッド・リンチを彷彿させる特異な世界に我々を誘い込む。
- 2022年  Is it real? 水中コンサート
- 2019年 TM 3  ベブ・デオム - パリ白夜祭（ニュイ・ブランシュ） + Biennale des arts numériques Némo - Paris
- 2016年 Les ondes grises - J.Dajez - エレクトロアコースティック映像作品
- 2016年 TM 2  ベブ・デオム
- 2015年 Almost 0 buttons: オリヴィエ・フローリオ単独作品 - ピアノ/ボーカル - アルバム Mu et Door 1.0.0 - The origin of divisionより
- 2010年 インスタレーション企画「MONDIAL TM」バンデシネ作家ベブ・デオムの作品
- 2010年 The Host and the Cloud - ピエール・ユイグの代表作である映像作品
- 1999年 Gradiations 1, 2 et 3 - J.Dajez エレクトロアコースティック映像作品
- 1998年 U man - J.Dajez - エレクトロアコースティック映像作品

### 執筆活動
- 白水社雑誌ふらんす[10] 2021年10月号ー2022年3月号　オリヴィエ・フローリオの映画音楽論(1)〜(6)
- 坂本龍一　（フランス版「ローリングストーン」）
- エンニオ・モリコーネ　（フランス版「ローリングストーン」）
- 短編小説執筆中

### プロデュース
- Hoovering (2017) The 5.6.7.8's - 日本
- I'am Gone  (2017) Blackur0 - 日本
- アルバム "Gemini" du groupe Gemini (Chinese band) (2016) - (Meilleur album indépendant - Chine 2016) - 中国
- Everytime (2004) Cima Cima - アルバム Flyin' Buddha (2016) - フランス

### その他
パリ映画祭 We love Paris Film Festival 審査員 

## 作品

### 長編映画
- Une nuit (2012), Philippe Lefebvre
- The Host and the Cloud (2010), Pierre Huyghe
- Les Brigades du Tigre (film) (2006), Jérôme Cornuau

### 短編映画
- Paradoxe (2018) Rongchang Liu
- Cold Water (2017) Bernardo De Jeurissen
- Mondiale TM 2 (2016) Beb Deum
- Cohabitation (2016) Stefan Sao Nelet
- Mondiale TM (2010) Beb Deum
- A walk (2010) Celine Anselme - Olivier Florio
- Infini (2005) Stefan Sao Nelet (Inclus dans le long métrage Paris la Métisse)
- Bang Nhau (2002) Stefan Sao Nelet
- Gradiations 1, 2 et 3 (1999) - J.Dajez film électroacoustique expérimental
- U man (1998) J.Dajez - film électroacoustique expérimental

### テレビ映画
- C'est pas de l'amour (2013)
- Rebeca Gomez (2013)
- Les Cerfs-volants (2007) de Jérôme Cornuau
- Dissonances (2003) de Jérôme Cornuau

### テレビドラマ
- 2016年 ジャン=クリストフ・グランジェ原作、ジャン・ユーグ・アングラード主演ドラマ「Le Passager」
- 10 excerpts of original soundtrack (2016年、ドラマ「Le Passager」より。

### ドキュメンタリードラマ
- アルバム UNZEN 1991 ( 1991年 NHK国際共同制作ドキュメンタリードラマ「カティアとモーリス ～雲仙・普賢岳 火砕流に挑んだ夫婦」)

### 現代アート音楽
- Almost 0 buttons : Olivier Florio performe seul - Piano transducer/Voix - les titres de ses albums Mu et Door 1.0.0 - The origin of division. (2015)
- Parking concerts
- The Host and the Cloud (2010), musique originale du film long métrage de Pierre Huyghe.
- Gradiations 1, 2 et 3 (1999) - J.Dajez film électroacoustique expérimental
- U man (1998 ) J.Dajez - film électroacoustique expérimental

### アニメ映画
- Les Mouettes 1996
- UGU the Killer 1995

### アルバム
- 2025年 KEL /  Made of Music Records
- 2023年  Carrousel  (Vanghard)
- 2021年 Waterline /  Made of Music Records
- 2020年 The New Horizons /  Made of Music Records
- 2018年 In.Spiro (OolfloO)
- 2016年 Le Passager (Made of music records)
- 2015年 MU (OolfloO)
- 2014年 Door 1.0.0 – The origin of division (OolfloO)
- 2012年 UNE NUIT(漆黒の闇で、パリに踊れ) (Milan/Universal)
- 2007年 DISSONANCES  (Milan/Universal)
- 2006年   Les Brigades du Tigre (Milan/Universal)

### プロデュース
- Hoovering (2017) The 5.6.7.8's - 日本
- I'am Gone  (2017) Blackur0 - 日本
- アルバム "Gemini" du groupe Gemini (Chinese band) (2016) - (Meilleur album indépendant - Chine 2016) - 中国
- Everytime (2004) Cima Cima - アルバム Flyin' Buddha (2016) - フランス

### ビデオクリップ
- Broken Frame (アーティスト、トリッキーの元プロデューサー、イアン・カプルとの共同制作。
- Scrolling faces – Dead end

### オンエア・デザイン
ユーロスポーツ:
- Olympic Games Sydney 2000 (Full on Air Design)
- Olympic games Salt Lake 2002  (Full on Air Design)
- Football world cup 2002 (Full on Air Design)
- Equipe TV
- Discorvery Channel
- その他50作品以上のオンエア・デザイン

### コマーシャル
- Renault（ルノー）
- Peugeot（プジョー）
- Nissan（日産）
- Volkswagen（フォルクスワーゲン」）
- Pond's（ポンズ）
- Citroën（シトロエン）
- France telecom（フランステレコム）等多数

### コーポレート
Cartier（カルティエ） Renault（ルノー） 100 anniversary

## 出演

### コンサート
- 2022年 水中コンサート[11] フランス
- 2017年 日本ツアー 東京、大阪、京都、奈良
- 2017年 パリ Silencioにてコンサート
- 2016年 日本ツアー[12] 大阪、京都、神戸、奈良
- 2015年 サロン・ドートンヌコンサート（パリ）
- 2009年～ パリコンサート ( パリ )
- 2008年 中国ツアー ( 北京、上海 )